# Dorfopterus
El Dorfopterus es un género de euriptéridos, un grupo de artrópodos acuáticos extintos. Sólo se ha descubierto un fósil de la especie única y tipo, D. angusticollis, en depósitos del Devónico temprano (estadio Emsiano) en la formación Beartooth Butte de Wyoming, en Estados Unidos. La primera mitad del nombre del género hace honor al descubridor de esta formación, Erling Dorf, mientras que la segunda mitad consiste en la palabra griega antigua πτερόν (pteron), que significa «ala». El nombre de la especie angusticollis está compuesto por las palabras latinas angustus («estrecho») y collum («cuello»).
El único espécimen conocido de Dorfopterus consiste en un telson (la división más posterior del cuerpo) incompleto y sin aplastar, que era largo, estrecho, estiliforme y con una carina central («quilla»). Presentaba una ornamentación especial consistente en líneas curvas en forma de costillas a cada lado del telson con dibujos reticulados (en forma de red) entre ellas. Esta ornamentación era única y no se conocía en ningún otro euriptérido en el momento del descubrimiento del espécimen.
Descrito originalmente como parte de Stylonuridae por el paleontólogo estadounidense Erik Norman Kjellesvig-Waering en 1955, la extraña morfología y el poco material fósil conocido de Dorfopterus han hecho que la clasificación de este género sea problemática. En la actualidad, se considera incertae sedis (un taxón con relaciones poco claras) dentro de Eurypterida, aunque también se ha cuestionado que el Dorfopterus sea un euriptérido. La localidad en la que se encontró el Dorfopterus, la Formación Beartooth Butte, alberga fósiles de muchos peces, plantas y algunos otros euriptéridos. Se cree que el género vivía en un canal interior estuarino.

## Descripción
El Dorfopterus fue descrito originalmente como un euriptérido estylonúrido de tamaño medio. Los géneros clasificados actualmente como parte de Stylonuridae tenían longitudes que oscilaban entre los 10 centímetros (3,9 pulgadas) y 1,15 metros (3 pies 9 pulgadas), siendo el más pequeño de ellos Ctenopterus cestrotus y el más grande Pagea plotnicki.
El Dorfopterus es un euriptérido poco conocido que sólo se conoce a partir de un único espécimen. Se ha interpretado que representa una impresión dorsal de su telson (la división más posterior de su cuerpo). El telson de este espécimen no está aplastado, aunque su base y su parte distal (su extremo) no se conservan. El fragmento conservado mide 12,6 cm de largo, el telson completo podría haber tenido una longitud de 18 cm. Su anchura máxima era de 1,3 cm en la base y de 1,1 cm en el centro.
El telson de Dorfopterus era largo y muy estrecho, con forma de espiga, estiliforme y ligeramente carenado (con una «quilla», cresta, no muy pronunciada). Esta quilla se extendía por toda la longitud de la parte central del telson. El telson era más grueso en la parte carenada, volviéndose menos grueso en sus márgenes laterales (sus lados). Estaba bordeado por un borde aplanado, estriado oblicuamente y con restos de escamas puntiagudas. La ornamentación del telson era muy característica, formando una serie de líneas en forma de costillas elevadas y curvadas hacia atrás, espaciadas uniformemente entre sí en cada margen lateral del telson. A medida que las líneas se acercaban a su parte distal, se volvían más curvadas. Entre cada una de estas costillas había un patrón reticulado (en forma de red) formado por líneas muy finas, también elevadas y no tan prominentes.

## Antecedentes de la investigación
El único espécimen conocido de Dorfopterus, su holotipo, se encontró en depósitos del Devónico inferior de la Formación Beartooth Butte en Wyoming, Estados Unidos. Originalmente, el fósil se encontraba en el antiguo museo paleontológico de la Universidad de Princeton, en Nueva Jersey. En 1988, esta universidad fue reorganizada, y muchos de sus especímenes de euriptéridos, incluido el de Dorfopterus, fueron donados al Museo Peabody de Historia Natural de Connecticut.
El espécimen de Dorfopterus consiste en una impresión dorsal sin triturar de la mayor parte de un telson con una ornamentación peculiar. Fue prestado por el profesor estadounidense de paleontología de la Universidad de Princeton Benjamin Franklin Howell al paleontólogo estadounidense Erik Norman Kjellesvig-Waering, quien consideró este fósil lo suficientemente único como para tener su propio género. A pesar del poco material del que constaba, argumentó que el telson era una de las partes más diagnósticas de la morfología de los euriptéridos y consideró que la comparación con otros euriptéridos era «superflua», ya que la longitud del telson y su ornamentación eran suficientes para la identificación con otros géneros. Así, en 1955, denominó al nuevo género y especie Dorfopterus angusticollis basándose en este fósil. La primera parte del nombre genérico, Dorfopterus, honra al geólogo estadounidense y profesor de la Universidad de Princeton Erling Dorf, que descubrió la formación Beartooth Butte en 1934. La segunda parte consiste en el sufijo griego antiguo πτερόν (pteron, «ala»), que se ha utilizado ampliamente para los géneros de euriptéridos.  El significado de su nombre específico, angusticollis, no fue dado por Kjellesvig-Waering. Sin embargo, un biólogo estadounidense que también utilizó este nombre en 1995 para una nueva especie viva del género de gorgojos Lonchophorus especificó que está compuesto por las palabras latinas angustus, que significa «estrecho», y collum, que significa «cuello».
En un principio, Kjellesvig-Waering situó a Dorfopterus en la familia Stylonuridae, algo que reafirmó en 1966 durante un estudio en el que revisó la superfamilia Stylonuracea (ahora Stylonuroidea), aunque sólo de forma provisional. Durante este estudio, Kjellesvig-Waering afirmó que los nuevos especímenes encontrados por los paleontólogos estadounidenses Robert Howland Denison y Eugene Stanley Richardson, Jr. mostraban que Dorfopterus era un euriptérido gigantesco cuyos patrones reticulados en el telson se repetían en sus tergitos opistosomales (del opistosoma, su abdomen) (las mitades dorsales de los segmentos en que se dividen los abdómenes de los euriptéridos). No se dio el año de descubrimiento de estos especímenes ni más explicaciones sobre ellos, y estudios posteriores nunca los mencionaron. La posición de Dorfopterus en Stylonuridae no sería aceptada por futuros investigadores, que primero referirían Dorfopterus a otra familia de euriptéridos llamada Parastylonuridae y más tarde lo clasificarían como un animal incierto con una posición desconocida dentro de Eurypterida. Algunos investigadores incluso han dudado de que Dorfopterus sea un euriptérido en absoluto.

## Clasificación

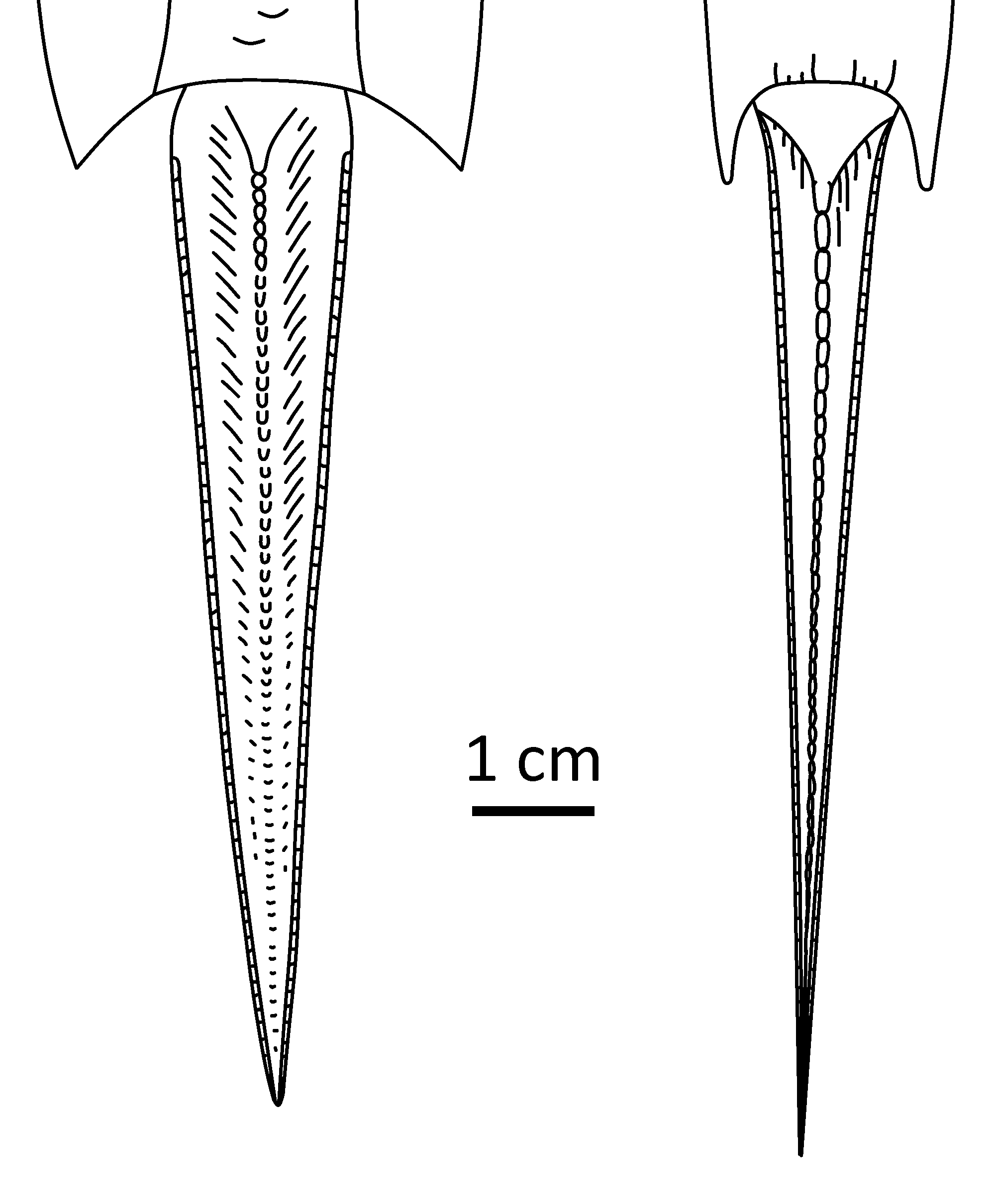
Comparación de los telson de las especies de Parastylonurus (P. ornatus a la izquierda, P. hendersoni a la derecha) en las que se conoce. La estructura del telson de este género se ha comparado con la del telson de Dorfopterus.

El Dorfopterus está clasificado actualmente como un género incertae sedis (es decir, un taxón con relaciones poco claras) dentro del orden Eurypterida. Incluye una sola especie, Dorfopterus angusticollis. Originalmente, Dorfopterus se clasificó como parte de Stylonuridae. En aquel momento, esta familia estaba formada por los géneros Brachyopterus, Campylocephalus, Ctenopterus, Drepanopterus, Melbournopterus, Stylonurus y Tarsopterella. La familia ha sido revisada desde entonces, asignándosele nuevos géneros, otros géneros han sido trasladados a otros clados (grupos taxonómicos) e incluso algunos géneros han sido completamente eliminados del orden Eurypterida.  El Dorfopterus no sería una excepción a estos cambios. Asignado únicamente a Stylonuridae debido a su largo y estrecho telson (a pesar de que en aquel momento no se conocía ningún miembro de esta familia o de Eurypterida en su conjunto que tuviera una ornamentación similar a Dorfopterus, como admitió Kjellesvig-Waering), la clasificación del género dentro de esta familia sería calificada de provisional en 1966 por el propio Kjellesvig-Waering, aunque sería continuada por el paleontólogo noruego Leif Størmer durante su revisión de Eurypterida de 1974.
En 1979, el geólogo británico Charles D. Waterston erigió una nueva familia de euriptéridos, Parastylonuridae, e incluyó los géneros Hardieopterus, Parastylonurus y, dudosamente, Dorfopterus y Lamontopterus. Esta familia se diferenciaba de las demás por una serie de características morfológicas que incluían un telson carenado (o «crestado», como él lo definió) y una ornamentación granulada (con gránulos), pustulosa (con pústulas) o escamada (con escamas). Waterston comparó la ornamentación en forma de costilla y la carina («quilla») de Dorfopterus con la estructura del telson de Parastylonurus y asignó el género a esta nueva familia. La clasificación de Dorfopterus de Waterston tampoco fue retenida por investigadores posteriores, y el profesor y paleobiólogo estadounidense Roy E. Plotnick clasificó Dorfopterus como incertae sedis dentro de Eurypterida en 1983. El paleontólogo estadounidense Victor P. Tollerton, Jr. hizo lo mismo en 1989 tras considerar que Dorfopterus era demasiado fragmentario para incluirlo en una familia específica de euriptéridos, y lo mismo hizo el paleontólogo noruego Odd Erik Tetlie en una tesis doctoral no publicada en 2004 a pesar de haber afirmado previamente en el mismo artículo que Dorfopterus podía mantenerse provisionalmente en Parastylonuridae por el momento debido a sus similitudes con Parastylonurus.  Estas similitudes también llevarían a Tetlie a sugerir que Dorfopterus y Parastylonurus podrían ser géneros sinónimos, aunque no actuó sobre esta posibilidad.

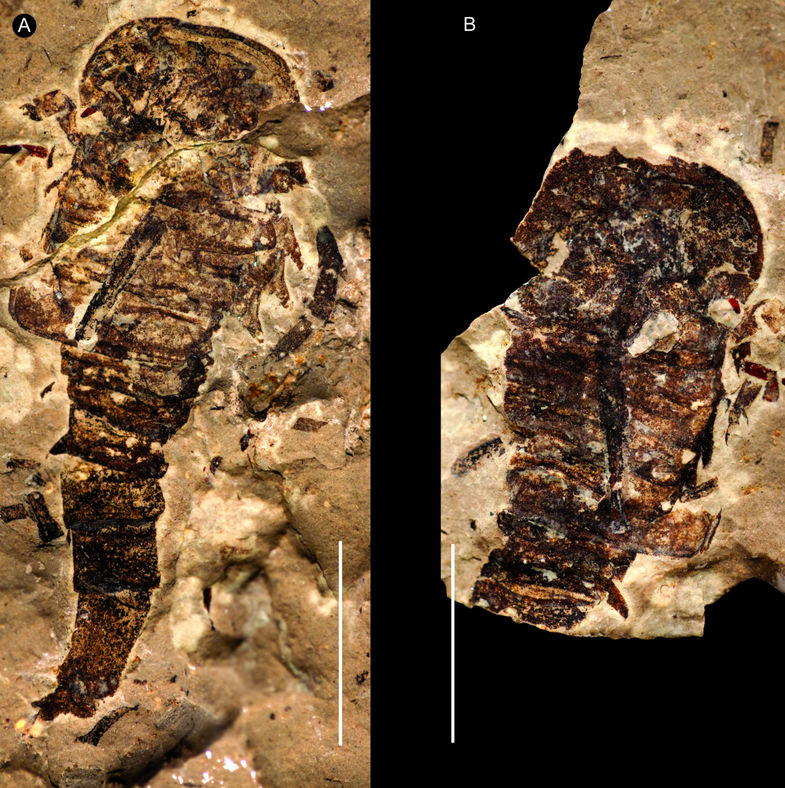
Un espécimen de Strobilopterus proteus y su homólogo. Se ha sugerido que Dorfopterus representa un telson de otra especie de este género, S. princetonii.

En 2007, Tetlie propuso que el fósil de Dorfopterus podría representar el telson de Strobilopterus princetonii, entonces desconocido en este último salvo por un espécimen juvenil en el que estaba mal y fragmentariamente conservado. Estos dos euriptéridos se encontraron en la misma localidad, la Formación Beartooth Butte. Ya lo había sugerido en 2004, en su tesis inédita. Para determinar si era así o no, estudió el único espécimen conocido de Dorfopterus mediante un microscopio electrónico de barrido (SEM) y una espectroscopia de rayos X por dispersión de energía. De este modo, Tetlie pudo confirmar que no se trataba de otro organismo, como una planta o un animal vertebrado, que había sido etiquetado erróneamente como euriptérido, pero no consiguió asegurar de forma fiable la clasificación de Dorfopterus dentro de Eurypterida. Así, solo sinonimizó tentativa y no formalmente a D. angusticollis con S. princetonii debido a la falta de información sobre el telson de este último. Sin embargo, en 2013, los paleontólogos estadounidense y británico James C. Lamsdell y Paul Antony Selden dudaron de esta conclusión, señalando que el estilo de conservación del espécimen de Dorfopterus era diferente al de los demás artrópodos descubiertos en la misma localidad y que su morfología no guardaba gran parecido con ninguna otra especie de euriptérido, cuestionando de nuevo la asignación de Dorfopterus dentro de Eurypterida.
Debido al escaso material fósil conocido del género y a su incierta relación con y dentro de Eurypterida, Dorfopterus no se ha incluido normalmente en análisis filogenéticos (de filogenética, una rama de la ciencia que estudia los organismos y su historia evolutiva) y cladogramas. Una excepción a esto se hizo en 1983, cuando Plotnick incluyó Dorfopterus en un cladograma en una tesis. El siguiente cladograma sigue la tesis de Plotnick, que se ha simplificado para incluir sólo los principales clados de euriptéridos y los géneros incertae sedis que no pertenecen a ninguno de ellos. Sin embargo, la posición del género en él no tiene ningún valor informativo con respecto a Dorfopterus, ya que fue colocado junto con el resto de los géneros que Plotnick consideraba incertae sedis en la parte superior del cladograma, sin incluirlo en ningún clado específico de euriptéridos. Además, la clasificación interna y la filogenética de los euriptéridos se han revisado sustancialmente desde 1983, lo que hace que el cladograma de Plotnick esté muy desalineado con los conocimientos actuales.
|  | Rhenopteroidea                  |
|  |                                 |
|  | \| \| Stylonuroidea \| \| \| \| |
|  |                                 |
|  | Stylonuroidea                   |
|  |                                 |

|  | Stylonuroidea |
|  |               |

|  | Rhenopteroidea                  |
|  |                                 |
|  | \| \| Stylonuroidea \| \| \| \| |
|  |                                 |
|  | Stylonuroidea                   |
|  |                                 |

|  | Stylonuroidea |
|  |               |

|  | Parahughmilleroidea |
|  |                     |

|  | Mixopteroidea  |
|  |                |
|  | Pterygotioidea |
|  |                |

|  | Parahughmilleroidea |
|  |                     |

|  | Mixopteroidea  |
|  |                |
|  | Pterygotioidea |
|  |                |

|  | Parahughmilleroidea |
|  |                     |

|  | Mixopteroidea  |
|  |                |
|  | Pterygotioidea |
|  |                |

|  | Parahughmilleroidea |
|  |                     |

|  | Mixopteroidea  |
|  |                |
|  | Pterygotioidea |
|  |                |

|  | Parahughmilleroidea |
|  |                     |

|  | Mixopteroidea  |
|  |                |
|  | Pterygotioidea |
|  |                |

|  | Parahughmilleroidea |
|  |                     |

|  | Mixopteroidea  |
|  |                |
|  | Pterygotioidea |
|  |                |

|  | Parahughmilleroidea |
|  |                     |

|  | Mixopteroidea  |
|  |                |
|  | Pterygotioidea |
|  |                |

|  | Parahughmilleroidea |
|  |                     |

|  | Mixopteroidea  |
|  |                |
|  | Pterygotioidea |
|  |                |

|  | Rhenopteroidea                  |
|  |                                 |
|  | \| \| Stylonuroidea \| \| \| \| |
|  |                                 |
|  | Stylonuroidea                   |
|  |                                 |

|  | Stylonuroidea |
|  |               |

|  | Rhenopteroidea                  |
|  |                                 |
|  | \| \| Stylonuroidea \| \| \| \| |
|  |                                 |
|  | Stylonuroidea                   |
|  |                                 |

|  | Stylonuroidea |
|  |               |

|  | Parahughmilleroidea |
|  |                     |

|  | Mixopteroidea  |
|  |                |
|  | Pterygotioidea |
|  |                |

|  | Parahughmilleroidea |
|  |                     |

|  | Mixopteroidea  |
|  |                |
|  | Pterygotioidea |
|  |                |

|  | Parahughmilleroidea |
|  |                     |

|  | Mixopteroidea  |
|  |                |
|  | Pterygotioidea |
|  |                |

|  | Parahughmilleroidea |
|  |                     |

|  | Mixopteroidea  |
|  |                |
|  | Pterygotioidea |
|  |                |

|  | Parahughmilleroidea |
|  |                     |

|  | Mixopteroidea  |
|  |                |
|  | Pterygotioidea |
|  |                |

|  | Parahughmilleroidea |
|  |                     |

|  | Mixopteroidea  |
|  |                |
|  | Pterygotioidea |
|  |                |

|  | Parahughmilleroidea |
|  |                     |

|  | Mixopteroidea  |
|  |                |
|  | Pterygotioidea |
|  |                |

|  | Parahughmilleroidea |
|  |                     |

|  | Mixopteroidea  |
|  |                |
|  | Pterygotioidea |
|  |                |

|  | Rhenopteroidea                  |
|  |                                 |
|  | \| \| Stylonuroidea \| \| \| \| |
|  |                                 |
|  | Stylonuroidea                   |
|  |                                 |

|  | Stylonuroidea |
|  |               |

|  | Rhenopteroidea                  |
|  |                                 |
|  | \| \| Stylonuroidea \| \| \| \| |
|  |                                 |
|  | Stylonuroidea                   |
|  |                                 |

|  | Stylonuroidea |
|  |               |

|  | Parahughmilleroidea |
|  |                     |

|  | Mixopteroidea  |
|  |                |
|  | Pterygotioidea |
|  |                |

|  | Parahughmilleroidea |
|  |                     |

|  | Mixopteroidea  |
|  |                |
|  | Pterygotioidea |
|  |                |

|  | Parahughmilleroidea |
|  |                     |

|  | Mixopteroidea  |
|  |                |
|  | Pterygotioidea |
|  |                |

|  | Parahughmilleroidea |
|  |                     |

|  | Mixopteroidea  |
|  |                |
|  | Pterygotioidea |
|  |                |

|  | Parahughmilleroidea |
|  |                     |

|  | Mixopteroidea  |
|  |                |
|  | Pterygotioidea |
|  |                |

|  | Parahughmilleroidea |
|  |                     |

|  | Mixopteroidea  |
|  |                |
|  | Pterygotioidea |
|  |                |

|  | Parahughmilleroidea |
|  |                     |

|  | Mixopteroidea  |
|  |                |
|  | Pterygotioidea |
|  |                |

|  | Parahughmilleroidea |
|  |                     |

|  | Mixopteroidea  |
|  |                |
|  | Pterygotioidea |
|  |                |

|  | Rhenopteroidea                  |
|  |                                 |
|  | \| \| Stylonuroidea \| \| \| \| |
|  |                                 |
|  | Stylonuroidea                   |
|  |                                 |

|  | Stylonuroidea |
|  |               |

|  | Rhenopteroidea                  |
|  |                                 |
|  | \| \| Stylonuroidea \| \| \| \| |
|  |                                 |
|  | Stylonuroidea                   |
|  |                                 |

|  | Stylonuroidea |
|  |               |

|  | Parahughmilleroidea |
|  |                     |

|  | Mixopteroidea  |
|  |                |
|  | Pterygotioidea |
|  |                |

|  | Parahughmilleroidea |
|  |                     |

|  | Mixopteroidea  |
|  |                |
|  | Pterygotioidea |
|  |                |

|  | Parahughmilleroidea |
|  |                     |

|  | Mixopteroidea  |
|  |                |
|  | Pterygotioidea |
|  |                |

|  | Parahughmilleroidea |
|  |                     |

|  | Mixopteroidea  |
|  |                |
|  | Pterygotioidea |
|  |                |

|  | Parahughmilleroidea |
|  |                     |

|  | Mixopteroidea  |
|  |                |
|  | Pterygotioidea |
|  |                |

|  | Parahughmilleroidea |
|  |                     |

|  | Mixopteroidea  |
|  |                |
|  | Pterygotioidea |
|  |                |

|  | Parahughmilleroidea |
|  |                     |

|  | Mixopteroidea  |
|  |                |
|  | Pterygotioidea |
|  |                |

|  | Parahughmilleroidea |
|  |                     |

|  | Mixopteroidea  |
|  |                |
|  | Pterygotioidea |
|  |                |

## Paleoecología

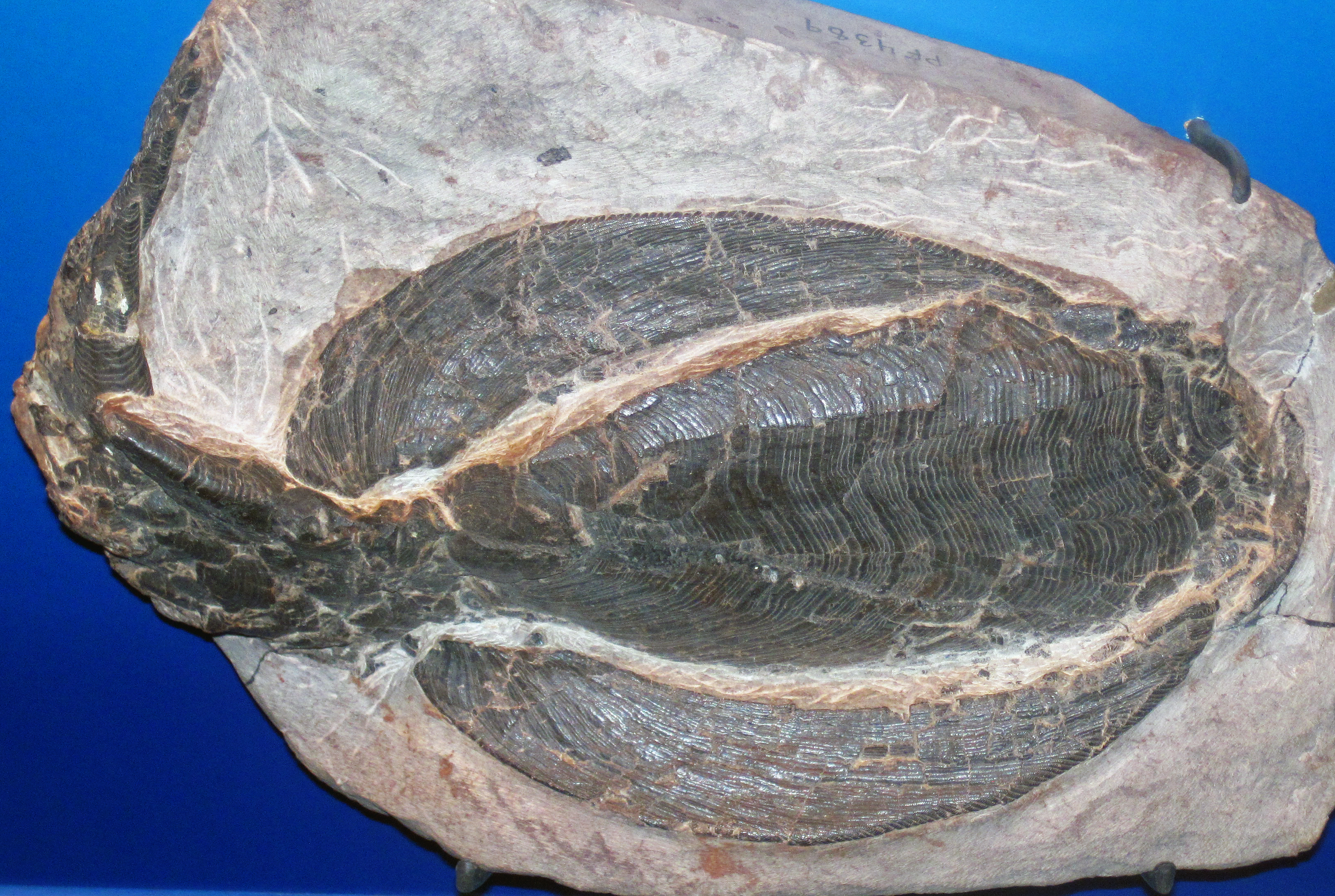
Espécimen de Cosmaspis transversa, una especie extinta de pez hallada en la Formación Beartooth Butte. Los peces fósiles son muy abundantes en esta formación.

El único espécimen conocido de Dorfopterus fue descubierto en depósitos del Devónico temprano en la Formación Beartooth Butte. El fósil en el que se conservó es una caliza dolomítica (con dolomita) mezclada con minerales arcillosos. Los peces fósiles recuperados en la misma localidad se conservaban en su mayor parte en fosfato, mientras que la matriz (el material de grano fino que incrusta cristales o fósiles en una roca sedimentaria) de los fósiles que contenían plantas del mismo lugar tenía una capa de pequeños gránulos carbonosos, lo que confirma que el fósil de Dorfopterus no era una planta o un vertebrado mal identificado. Sin embargo, el fósil en el que se conservó de Dorfopterus tiene un color rojo intenso provocado por los altos depósitos de hierro procedentes de óxidos de hierro. Esto se opone al color entre marrón oscuro y negro de los fósiles en los que se han encontrado otros euriptéridos como Strobilopterus princetonii en la zona, lo que vuelve a plantear dudas sobre la clasificación de Dorfopterus como euriptérido.
La Formación Beartooth Butte es una formación geológica que se extiende desde Wyoming hasta Montana (ambos en Estados Unidos) y está dividida en varias secciones, algunas de las cuales tienen un gran valor paleontológico. Una de ellas es la sección del pico Beartooth Butte, descubierta por Dorf en 1934 y datada como Emsiana (una etapa del Devónico temprano).  Dorf interpretó la litología (las características físicas de las rocas) del lugar como propia de un canal no marino, relleno de color rojo en el que las rocas se depositaron en condiciones tranquilas, poco profundas y estuarinas (propias de un estuario, la parte final de un río que se une con el mar y de agua salobre), pudiendo haber sido el entorno un canal estuarino. El paleoambiente de la sección Beartooth Butte presentaba una elevada salinidad, superior a la de las otras secciones de importancia paleontológica de la formación, que se asemejaba a la de los ambientes marinos. Dado que también hay pruebas de la presencia de agua dulce, se ha propuesto que el hábitat en el que vivía el Dorfopterus era estuarino y muy interior.
El Dorfopterus se ha encontrado junto con muchos otros organismos, predominantemente peces heterostrácanos, pero también artrópteros, osteostrácteos y dipnoos (peces pulmonados). También hay una flora vegetal fósil, que Dorf interpretó como procedente de fuentes terrestres. También se puede encontrar una pequeña cantidad de euriptéridos en la sección, siendo estos D. angusticollis, S. princetonii y Jaekelopterus howelli. Cerca de la sección Beartooth Butte, en la conocida como sección Cottonwood Canyon, se han descubierto escorpiones fósiles (Acanthoscorpio mucronatus, Branchioscorpio richardsoni e Hydroscorpius denisoni). Los euriptéridos también están presentes en esta sección, incluso en mayor abundancia que los peces, aunque permanecen en gran parte sin estudiar.